# Walter Stauffer
Ernst Walther Stauffer (Sesto Cremonese, 7 gennaio 1887 – Berna, 26 febbraio 1974) è stato un imprenditore e mecenate svizzero naturalizzato italiano nel settore industria lattiero casearia.

## Biografia

### Origini
Walter Stauffer nasce il 7 gennaio 1887 a Sesto Cremonese da una famiglia di origine svizzera. La famiglia Stauffer era originaria di Eggiwil, dove il capofamiglia Ulrich faceva l'agricoltore e il sesto figlio Friedrich, futuro padre di Walter, nacque il 5 dicembre 1852. Come da tradizione, alla morte del padre ricevette una liquidazione sull'eredità che andava interamente al primogenito. Per questo motivo Friedrich e il fratello minore Johann decisero di trasferirsi nell'Italia settentrionale dove i costi erano più bassi rispetto alla Svizzera. Si registrarono a Sesto Cremonese l'11 novembre 1883, dichiarandosi di professione "casari" e "sudditi svizzeri provenienti da Eggiwyl"; presero in affitto una casa ed un fabbricato per la produzione di formaggi, e si trasferirono con la moglie di Friedrich e i suoi tre figli, Elise (1879), Fritz (1880) e Julia Anna (1885). Quando nacque Walter, nel 1887 i due fratelli Stauffer avevano italianizzato i propri nomi di Federico e Giovanni e la loro attività iniziava a rendere bene, tanto che nel 1890 fu costituita la Società a nome collettivo di fatto "Fratelli Stauffer Federico e Giovanni fu Ulrico", con caseificio affittato a Formigara. Nel 1896 muore la madre Elizabeth e il padre Federico, che si era risposato nel 1897, trasferisce la famiglia a Pompiano rilevando la locale Latteria Sociale. Il fratello Giovanni si trasferì con la propria famiglia a Ossolaro dove gestiva una caseificio.

### Attività imprenditoriale
La famiglia di Walter Stauffer si trasferì a Pompiano il 30 novembre 1900, trasformando la Latteria Sociale in un'attività industriale per prodotti caseari derivanti dal latte degli allevamenti della zona. All'epoca le attività della "Fratelli Stauffer" comprendevano il caseificio di Sesto Cremonese, che era stato dato in affitto, quello di Ossolaro dove risiedeva anche la famiglia dello zio Giovanni, e la fabbrica di Pompiano . Nel 1906 Giovanni acquistò a Cremona una casa di 20 stanze su due piani in via Mulino delle Passere, oggi via Naviglio Civico, in Borgo di Porta Milano; nel 1914 estese maggiormente la residenza con un altro edificio di cinque piani e 27 stanze, in cui al piano terreno stavano gli uffici, i magazzini di formaggi, i portici e la stalla con la rimessa. 

#### Gli inizi
Nel 1912 la Ditta Fratelli Stauffer cessava le attività che venivano trasferite alla nuova "Ditta Stauffer Giovanni per l'industria e il commercio dei latticini" controllando, oltre ai caseifici originari, molti altri tranne quello di Pompiano che restava a Federico. Nel 1911 il padre di Walter si era trasferito a Concesio, dove morì nel 1922, mentre Walter si trasferisce a Cremona nel 1912 dove registra una Ditta "in nome proprio".
Dal 1912 al 1925 le attività industriali si svilupparono notevolmente anche grazie alla partecipazione, assieme alla ditta dello zio, di fiere espositive come la prima Mostra Nazionale dell'Industria e del Commercio caseario di della Fiera di Milano. Dal 1926 lo zio Giovanni, che nel frattempo era diventato un esponente dell'Associazione Industriali del Latte, iniziò a cedere le attività che furono rilevate in parte da Walter Stauffer. Mentre la "Ditta Stauffer Giovanni" chiudeva le attività nel 1934, quella di Walter Stauffer aumentava non solo il numero di caseifici ma anche la rete dei depositi, che ormai copriva tutta l'Italia.

#### La società per azioni
Durante la Seconda guerra mondiale, Walter Stauffer investì i fondi accumulati in acquisti di terreni. Già negli anni precedenti aveva acquistato parecchie proprietà in Svizzera, tra Berna e i luoghi dove era originaria la famiglia, e continuò i suoi investimenti nell'area di Brescia e Cremona. La fortuna delle attività portò Walter Stauffer a costituire la "Stauffer Spa", con sede in via Dante 121 a Cremona: l'oggetto era "fabbricazione e commercio di prodotti lattiero-caseari". Walter Stauffer tenne la maggioranza delle azioni, mentre la direzione fu affidata al cugino Alberto Stauffer. La nuova società inglobava le attività e le proprietà dei caseifici storici, nonché i numerosi immobili e terreni acquistati negli anni passati. La sede di via Dante divenne il centro di tutte le attività, anche se gli immobili di Walter Stauffer erano molti, egli mantenne la residenza a Cremona in un villino anche se tornava spesso a Berna, dal momento che aveva mantenuto anche la cittadinanza svizzera. dove morì il 26 febbraio 1974. La salma venne trasferita a Cremona, nella camera ardente allestita nell'aula magna della Scuola di Liuteria. Successivamente fu tumulato nella tomba di famiglia a Brescia.

### La Fondazione

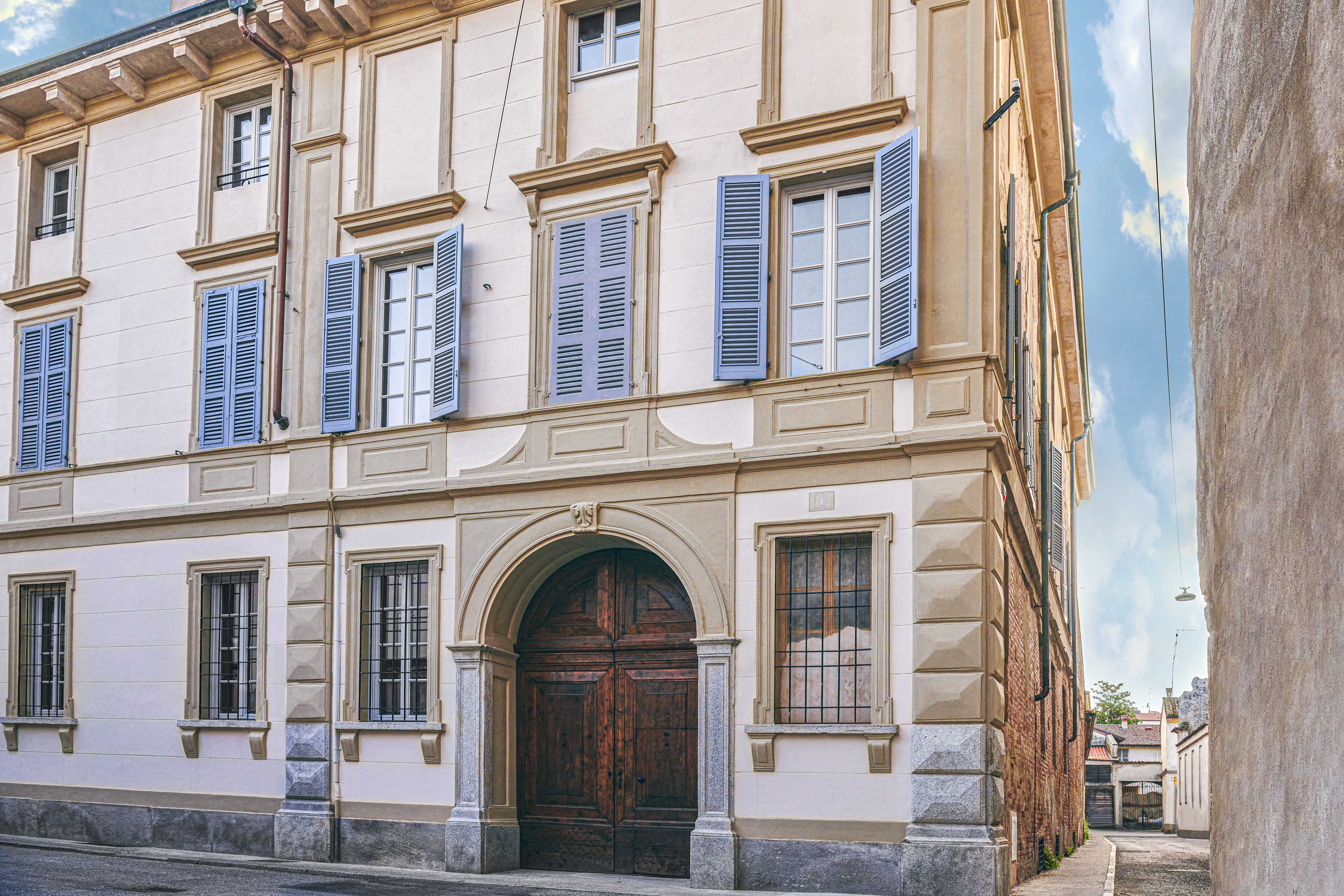
Ingresso di Palazzo Stauffer (ex Palazzo Stradiotti), dal 2015 è la sede della Fondazione Stauffer, dove si tengono i corsi dell'Accademia Stauffer.

Walter Stauffer negli anni era stato un collezionista di mobili e oggetti d'arte e grazie agli investimenti aveva fatto donazione di alcuni terreni per il nuovo Ospedale Civile di Brescia. Il suo lascito più importante rimane la Fondazione intitolata a suo nome, che è stata indicata nel testamento come erede dell'intero patrimonio. Il testamento stilato il 19 febbraio 1972 dal notaio Gambaro, che successivamente sarà presidente della Fondazione dalla morte di Stauffer, lascia immobili ai parenti stretti mentre la consistenza degli immobili in Svizzera e Germania vengono lasciati in amministrazione a vari notai locali per deciderne la vendita nel momento più oppurtuno. Molti anni prima Stauffer aveva ipotizzato di riportare Cremona al centro della liuteria mondiale come era stata nei secoli passati con i tre grandi Andrea Amati, Antonio Stradivari e Giuseppe Guarneri del Gesù. A tale scopo il 29 luglio 1969 fu fatta una donazione al Comune di Cremona di 100 milioni in buoni del tesoro. Il patrimonio doveva servire all'acquisto di una sede destinata esclusivamente all'istruzione degli studi liutari. La Fondazione fu stata costituita il 19 ottobre 1970 come "Centro di Musicologia Walter Stauffer", soprattutto a tutela degli scopi della donazione iniziale. Nei primi anni la Fondazione trovò la sede nel Palazzo Raimondi, in cui poi successivamente si trasferì la Scuola di Paleografia e Filologia Musicale assieme agli uffici della Fondazione stessa. Successivamente la Fondazione fu socio fondatore del Museo del Violino e finanziò i corsi della Scuola di Liuteria, pertanto l'attività si focalizzò sull'alta formazione degli strumenti ad arco, attraverso l'Accademia. Dal 2015 la sede principale della Fondazione è Palazzo Stradiotti (oggi Stauffer).  